# Дедельсторф
Дедельсторф (нем. Dedelstorf) — община в Германии, в земле Нижняя Саксония.
Входит в состав района Гифхорн. Подчиняется управлению Ханкенсбюттель. Население составляет 1527 человек (на 31 декабря 2010 года). Занимает площадь 76,03 км².
Коммуна подразделяется на 7 сельских округов.
| Год  | Население |
| ---- | --------- |
| 1990 | 1327      |
| 1995 | 1447      |
| 2000 | 1536      |
| 2005 | 1524      |
| 2010 | 1535      |